# Fernando Román (Fußballspieler, 2001)
Fernando José Román Torales (* 23. Februar 2001) ist ein paraguayischer Fußballspieler.

## Karriere

### Verein
Aus der U23 von Club Guaraní ging er Anfang 2022 in den Kader der ersten Mannschaft über. Sein Liga-Debüt hatte er bereits aber schon am 19. September 2021. Im Mai 2023 folgte auch sein erster Einsatz in der Copa Sudamericana.

### Nationalmannschaft
Im Dezember 2023 wurde er erstmals für die paraguayische U23 für die Vorbereitung vor dem Qualifikationsturnier für Olympia nominiert. Dort kam er auch zwei Mal zum Einsatz. Bei dem Turnier selbst stand er dann in fünf von sieben Partien auf dem Platz. Am Ende landete er mit seinem Team hier auf dem ersten Platz der Endgruppe und qualifizierte sich so für die Spiele in Paris.